# Kšaft umírající matky, Jednoty bratrské

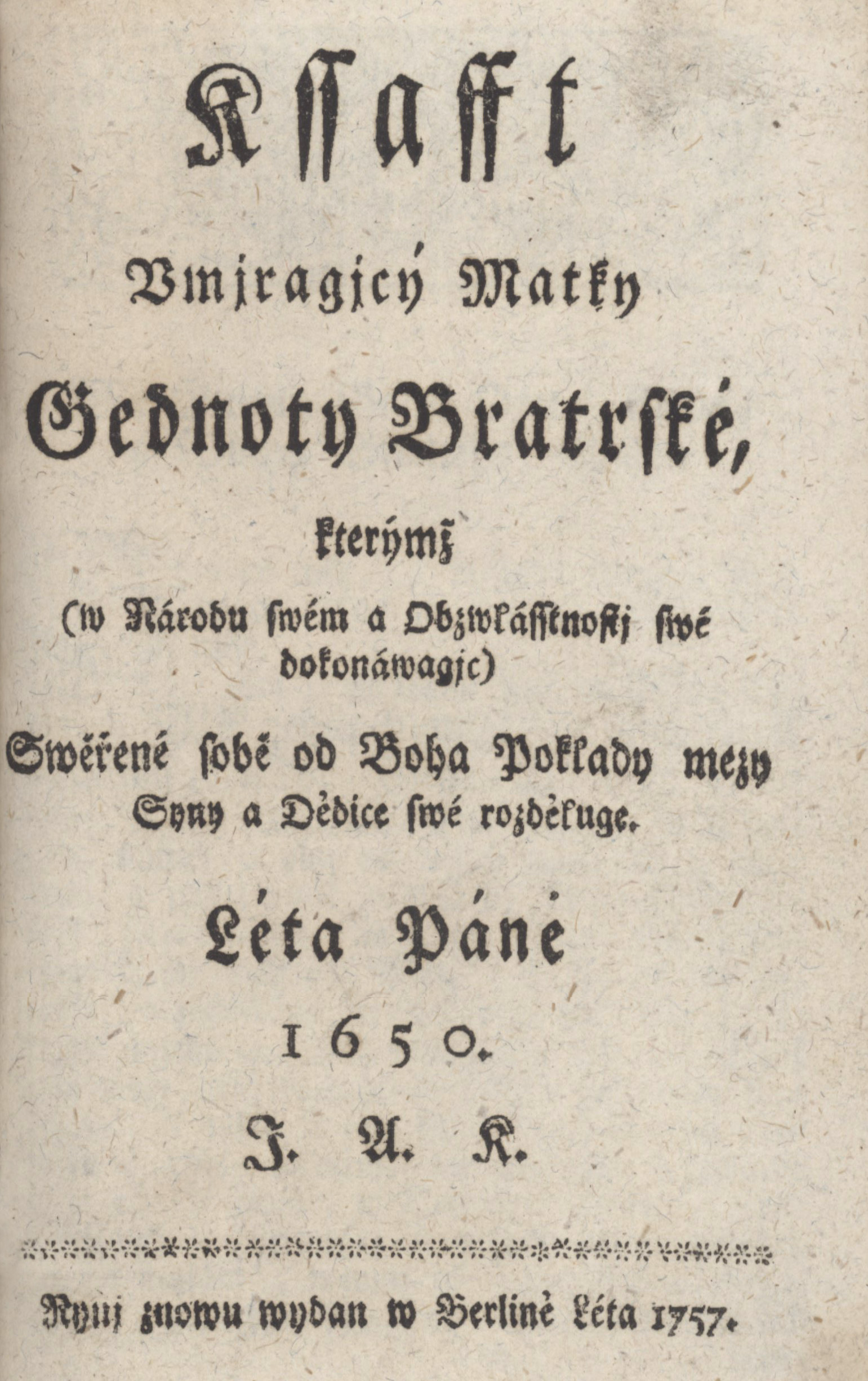
Titelblatt der Berliner Ausgabe von 1757

Kšaft umírající matky, Jednoty bratrské (deutsch: Vermächtnis der sterbenden Mutter, der Brüderunität) ist nach Labyrint světa a ráj srdce das bekannteste und am häufigsten herausgegebene Werk (33 Ausgaben nach 1848), das Johann Amos Comenius in tschechischer Sprache geschrieben hat.
Der vollständige Titel lautet: „Vermächtnis der sterbenden Mutter, der Brüderunität, durch welches sie (in ihrem Volke und ihrer Eigenartigkeit ihrem Ende nahend) die ihr vom Herrn Gott einstens anvertrauten Schätze unter ihre Söhne und Töchter und Erben verteilt.“

## Entstehung und Veröffentlichungen
Comenius, der letzte Bischof der Böhmischen Brüderunität, veröffentlichte dieses Manifest Anfang 1650 im Exil im polnischen Leszno. Er schrieb es aus Resignation und tiefer Enttäuschung über den Westfälischen Frieden. Den Ländern der Böhmischen Krone brachten die Friedensverträge keine Religionsfreiheit, sie wurden den katholischen Habsburgern zugesprochen und der Gegenreformation ausgesetzt. Damit verschwand für die im Exil lebenden Mitglieder der Brüderunität die letzte Hoffnung auf eine Rückkehr in die Heimat, auch im Ausland mussten sie um ihre Zukunft fürchten. In dieser bedrückenden Situation sah Comenius keine Möglichkeit für ein Fortbestehen der Brüderunität. Das Manifest sollte eine geistliche Botschaft und ein moralisches Vermächtnis der untergehenden Brüderunität sein, gerichtet nicht nur an ihre Mitglieder, sondern an das ganze böhmische und mährische Volk. Erst nach der Herausgabe von Kšaft hat die Brüdersynode im Frühjahr 1650 beschlossen, die Brüderunität doch zu erhalten.
Die zweite Ausgabe von Kšaft wurde 1757 von Exiltschechen in Berlin gedruckt (zusammen mit seinen Trostschriften Labyrint světa a ráj srdce und Truchlivý). Die Bücher wurden unter den im Verborgenen lebenden Evangelischen in Böhmen und Mähren geheim verbreitet, denn die Schriften von Comenius waren während der Gegenreformation in seiner Heimat als ketzerisch verboten. Sie konnten erst nach dem Toleranzpatent von 1781 gedruckt werden. Kšaft wurde in Böhmen erstmals im Jahr 1848 in Prag herausgegeben.
Die erste Ausgabe von 1650 galt lange Zeit als verschollen, bekannt waren nur einige Abschriften und die zweite Ausgabe von 1757. Erst im Jahr 1967 hat der tschechische Historiker und Theologe Miloslav Kaňák den Erstdruck in einer Schriftensammlung des 17. Jahrhunderts entdeckt. Heute wird es in der Nationalbibliothek in Prag aufbewahrt. Kšaft wurde 1866 deutsch in Leipzig, 1928 holländisch in Nijkerk und 1940 englisch in Chicago herausgegeben.

## Inhalt
Kšaft hat die Form eines fiktiven allegorischen Testamentes. Die Brüderunität, personifiziert als sterbende Mutter, gibt ihr Vermächtnis an ihre Söhne (Mitglieder der Brüderunität), an ihre Schwestern (lutherische und reformierte Kirchen) und an das böhmische und mährische Volk weiter. Die Schrift ist verfasst nach dem Vorbild der Segenssprüche des sterbenden Erzvaters Jakob (1. Mose Kap. 49) und des Gottesknechtes Mose (5. Mose Kap. 33), aber auch in Anlehnung an die damals sehr beliebten apokryphen Testamente der zwölf Patriarchen. Im Niedergang der Brüderunität sieht Comenius eine Strafe für die mangelnde Treue und den mangelnden Eifer für die Sache Gottes. Gott nimmt sein Werk aus ihren Händen und gibt es an andere weiter.

„Es vergehen und verwandeln sich manche Königreiche und die Völker in ihnen, Sprachen, Rechte, Religionen: deshalb zweifellos, weil ein neues Geschlecht beginnt. Es vergehen auch Unitäten der Kirche: deshalb offenbar, weil Gott die Gestalt seiner Erde erneuern will. Unter diesen Verwandlungen sehe ich auch meine Verwandlung und mein Zugrundegehen, dass ich wegen meiner Sünden in die Zucht Gottes genommen und aus meinem Volke und meiner Zunge unter die Fremde vertrieben […] wurde.“

Das Vermächtnis der Brüderunität ist ihr „geistlicher Reichtum“ – das Wort Gottes, die kirchlichen Ordnungen und die Versöhnlichkeit. Ihre eigenen Söhne mahnt sie zur Buße, Eintracht und zum gottgefälligen Leben. Der polnischen Unität, ihrer „lieben Tochter“, dankt sie für die Aufnahme der in Böhmen verfolgten Brüder: „gut hast du gehandelt, indem du sie, die aus der Heimat Vertriebenen, in deinen Schoß aufgenommen und gepflegt hast“ (Kap. 12).
Ihre „lieben Schwestern“, die deutsche lutherische Kirche und die helvetische Kirche, mahnt sie zum Einhalten von Ordnungen, zur Einheit und zur Überwindung dogmatischer Streitigkeiten. Sie wendet sich auch an die römisch-katholische Kirche: sie war einst die Mutter aller Christen und ist jetzt zu Stiefmutter geworden. Allen Christen wünscht sie aber eine ökumenische Versöhnung im Glauben, in Liebe und Wahrheit. Den Predigern der Brüderunität empfiehlt sie: „Dient Christus, wo ihr könnt, in welcher evangelischen Kirche immer, die euren Dienst verlangen würde.“ (Kap. 13)
Insbesondere wendet sie sich an ihr böhmisches und mährisches Volk, dem sie ein sechsfaches Vermächtnis hinterlässt: die Liebe zu Wahrheit Gottes, die Kralitzer Bibel, die kirchlichen Ordnungen, Eifer um die Einheit der Kirche, Pflege der Muttersprache und schließlich eine gute und gründliche Erziehung der Jugend. Dieser Abschnitt enthält auch die bekanntesten Worte von Kšaft, es sind wahrscheinlich die bekanntesten Worte von Comenius überhaupt. Sie sind ein eindrückliches Bekenntnis der Liebe zu seinem Volk und der Ausdruck eines prophetischen Glaubens an seine Zukunft:

„Denn auch ich glaube Gott, dass nach dem Vorübergehen der (durch unsere Sünden auf unsere Häupter herbeigebrachten) Zornesstürme die Herrschaft deiner Angelegenheiten wieder zu dir zurückkehrt, o böhmisches Volk!“

Dieser Satz wurde zu einem Bekenntnis der antihabsburgischen und an die Hussitentradition anknüpfenden national-tschechischen Bewegung. Mit diesen Worten hat auch der erste Präsident der Tschechoslowakei, T. G. Masaryk, seine erste Rede vor der Nationalversammlung auf der Prager Burg am 22. Dezember 1918 begonnen.
Und mit einer Anspielung an dieselben Worte schloss Václav Havel, der erste Präsident der Tschechoslowakei nach dem Sturz des Kommunismus, seine erste Neujahrsansprache am 1. Januar 1990.

## Rezeption
Das Lied Modlitba pro Martu (deutsch: Gebet für Martha) der tschechischen Sängerin Marta Kubišová paraphrasiert ebenfalls dieses Bekenntnis von Comenius.
Das Lied wurde nach dem Einmarsch der sowjetischen Truppen in die ČSSR am 21. August 1968 zum Symbol des nationalen Widerstandes. Während der sog. Normalisierung wurde das Lied verboten. Marta Kubišová sang es dann wieder während der Demonstrationen gegen das kommunistische Regime im November 1989.